# Goleamo Gradiște, Tărgoviște
Goleamo Gradiște (în bulgară Голямо Градище) este un sat în comuna Opaka, regiunea Tărgoviște,  Bulgaria. 

## Demografie
Componența etnică a satului Goleamo Gradiște
     Turci (47,45%)
     Bulgari (1,22%)
     Nicio identificare (51,32%)
     Altele (0%)
La recensământul din 2011, populația satului Goleamo Gradiște era de 1.060 locuitori. Nu există o etnie majoritară, locuitorii fiind turci (47,45%) și bulgari (1,22%). Pentru 51,32% din locuitori nu este cunoscută apartenența etnică.